# Ты не смогла простить
«Ты не смогла простить» — песня российского певца и рэп-исполнителя Егора Крида, выпущенная 15 декабря 2020 года в качестве сингла на лейбле Warner Music Russia.

## История
29 декабря 2020 года на музыкальном портале Tophit был опубликован список самых скачиваемых радиостанциями треков с 21 по 27 декабря. «Ты не смогла простить» была включена в этот список: песня ротировалась в общей сложности на 26 радиостанциях.

## Обложка
После релиза трека его слушатели обратили внимание на обложку, которая была похожа на визуальное оформление первого посмертного альбома Juice WRLD Legends Never Die. Позднее Егор Крид опубликовал Instagram-сторис, в которой заявил, что это намеренный трибьют покойному рэперу.

## Видеоклип
Релиз видеоклипа на трек состоялся 18 декабря 2020 года на официальном YouTube-канале Егора Крида, спустя три дня после выпуска сингла. В ролике снялись такие TikTok-блогеры, как Артур Бабич, Маха Горячёва, Настя Рыжик, Оля Шелби, а также видеоблогеры Герман Черных, Эд Бризи и другие известные личности. По данным новостного сайта РИА Новости, более чем за сутки музыкальное видео набрало больше двух миллионов просмотров. Режиссёром видео выступил Александр Романов.

### Сюжет
В самом начале видеоработы Крид показан лежащим на носилках возле машины скорой помощи. Несколькими часами ранее девушка в чёрном одеянии перелезает через забор, которым окружён частный дом, далее крадётся по его территории и, подойдя к окну, видит Егора Крида в окружении блогеров ― все они празднуют Новый год. Песня, которая сопровождает ролик, повествует о том, что этой женщиной является бывшая девушка Егора, пришедшая к нему, чтобы «отомстить». Она обесточивает сигнализацию, усыпляет горничную, надевает её одежду, а вместе с ней и парик с очками, после чего подсыпает неизвестное порошкообразное вещество в бокал с шампанским и подаёт его артисту. Однако позднее оказывается, что она перепутала бокалы и сама выпила содержимое. Затем Артур Бабич открывает бутылку с шампанским, пробка которой отлетает Криду в лоб, отчего музыкант теряет сознание. Блогеры начинают размышлять, как прийти на помощь исполнителю, и Игорь Синяк пытается спасти Егора, намереваясь сделать певцу искусственное дыхание. После этого бывшая девушка рэпера несколько раз стреляет в Игоря отравленными дротиками, тем самым предотвратив его попытки помочь Егору. Потом компания вызывает скорую помощь, которая в скором времени приезжает. Во время того, как Крида грузят на носилки, его бывшая девушка угоняет автомобиль, думая, что вместе с ним она увезла певца. Позднее выясняется, что она уехала раньше, чем медицинский персонал успел поместить Егора в машину, и кузов машины скорой помощи оказывается пустым. Дальше музыкальное видео рассказывает о том, как Егор Крид остался один, лежащий на носилках, из-за того, что остальные люди побежали вслед за угнанным автомобилем.

## Отзывы
Владислав Шеин, обозреватель веб-сайта музыкального канала ТНТ Music, назвал «Ты не смогла простить» «лиричным» поп-треком с элементами хип-хопа, припевы — «мелодичными», и отметил, что они «соседствуют с речитативом и эдлибами». Редакция сайта Music Box Russia сравнила клип с предновогодним мини-фильмом, заявив, что, несмотря на песенный текст о неразделённой любви, видеоролик «точно вызовет улыбку у каждого».

## Чарты
| Чарт (2020)                           | Высшая позиция |
| ------------------------------------- | -------------- |
| Россия (Tophit YouTube Hits)          | 4              |
| Россия (Tophit Radio & YouTube Hits)  | 35             |
| Украина (Tophit YouTube Hits)         | 12             |
| Украина (Tophit Radio & YouTube Hits) | 22             |
| Россия (ВКонтакте)                    | 14             |
| Россия (YouTube Music)                | 2              |
| Россия (Apple Music)                  | 8              |
| Топ чарт (ТНТ Music)                  | 10             |
| Русский чарт (ТНТ Music)              | 1              |

| Чарт (2020)                           | Позиция |
| ------------------------------------- | ------- |
| Россия (Tophit YouTube Hits)          | 24      |
| Украина (Tophit YouTube Hits)         | 57      |
| Украина (Tophit Radio & YouTube Hits) | 97      |